# 멜리사 바레라
멜리사 바레라(Melissa Barrera, 1990년 7월 4일 ~ )는 멕시코의 배우, 가수이다.

## 출연 작품

### 영화
- 인 더 하이츠 (2021) - 바네사 모랄레스 역
- 스크림 (2022) - 서맨사 카펜터 역
- 스크림 6 (2023) - 서맨사 카펜터 역
- 카르멘 (미정) - 카르멘 역

### 텔레비전
- 라 무헤르 데 후다스 (2012) - 술라미타 역
- 라 오트라 카라 델 알마 (2012) - 마리아나 두란 역
- 시엠프레 투야 아카풀코 (2014) - 올비도 페레스 역
- 탄토 아모르 (2015) - 미아 곤살레스 역
- 비다 (2018-2020) - 린 에르난데스 역
- 숨 쉬어라 (2022) - 리브 역